# Ödlesnok
Ödlesnok (Malpolon monspessulanus) är en orm som tillhör familjen snokar. Dess vetenskapliga artepitet kommer av det latinska namnet på staden  Montpellier i sydöstra Frankrike. Arten beskrevs vetenskapligt första gången 1804 av Johann Hermann, en fransk naturhistoriker. Ödlesnoken är grå till något olivgrönaktig i färgen och kan uppnå en längd på 2 meter. Honorna har en mer varierad färgteckning  och mönster än hanarna som är mer enfärgade. Ormen är giftig, men den anses inte vara farlig för människor fast den förekommer i bebyggda områden, då giftet är milt och ormen vanligen är skygg och håller sig undan.

## Systematik
Ödlesnoken har tidigare beskrivits som en ormart med utbredning i länderna omkring Medelhavet. Genetiska skillnader mellan västliga och östliga populationer delade in den i underarter, M. m. monspessulanus omkring västra Medelhavet och M. m. insignitus omkring östra Medelhavet. Därtill diskuterades M. m. fuscus med utbredning i sydöstra Europa, Turkiet, norra Irak och västra Iran som skild från M. m. insignitus. I en undersökning av Carranza et al. från 2006 föreslås att den västliga och östliga populationen skall behandlas som skilda arter, där den västliga populationen M. m. monspessulanus utgör en art, M. monspessulanus, och de östliga populationerna en art, M. insignitus (där M. m. insignitus inkluderat M. m. fuscus ingår).

## Utbredning
Ödlesnokens utbredning i Europa omfattar Portugal, Spanien, sydöstra Frankrike och vidare till nordvästra Italien, i regionen Ligurien. Den förekommer även i västra Nordafrika, från Västsaharas kusttrakter och genom Marocko till norra Algeriet. Utbredningen är för M. m. monspessulanus (M. monspessulanus), enligt IUCN och indelningen efter Carranza et al.  ovan.

## Levnadssätt
Ödlesnoken är en marklevande orm. Till dess vanligaste byten hör ödlor, men även andra mindre ormar, små däggdjur som gnagare och fåglar kan fångas. Unga individer tar främst ödlor och större insekter, det är främst de äldre individerna som tar andra byten. Dess föredragna habitat är öppnare områden som ängar och andra gräsmarker, buskmarker, kustområden och odlingslandskap. Den förekommer upp till cirka 2 100 meter över havet.